# Sandro Gotal
Sandro Gotal (Bregenz, 9. rujna 1991.) je nogometaš rođen u Austriji. Trenutačno igra za austrijski Hartberg. Igra na poziciji napadača. 

## Karijera
Nogometom je počeo igrati u lokalnom klubu SC Bregenz u kojem je zabilježio prve seniorske nastupe prije prelaska u bečki First Vienna. Godine 2010. prelazi u tadašnjeg austrijskog drugoligaša Wolfsberger AC, kojeg je s klupe vodio hrvatski trener Nenad Bjelica. Iz Wolfsbergera 2011. godine odlazi na posudbu u Austriju iz Klagenfurta, a godinu kasnije je posuđen u SV Horn. Između 2010. i 2014. godine za Wolfsberger je nastupio u 54 utakmice uz 10 postignutih golova. U lipnju 2014. godine je predstavljen kao novi igrač splitskog Hajduka. Za Hajduk je ukupno zabilježio 34 službena nastupa uz 12 pogodaka.
Statistika u Hajduku
| Natjecanje        | Nastupi | Zgoditci |
| ----------------- | ------- | -------- |
| Prvenstvo         | 25      | 9        |
| Kup               | 3       | 1        |
| Superkup          | 0       | 0        |
| Međunarodne       | 6       | 2        |
| Splitski podsavez | 0       | 0        |
| Ukupno            | 34      | 12       |
| Prijateljske      | 10      | 6        |
| Sveukupno         | 44      | 18       |

### St. Gallen
U ljetnom prijelaznom roku 2015. godine prelazi u švicarski St. Gallen.

### Istra 1961
Dana 14. kolovoza 2017. godine objavljeno je da je Gotal potpisao dvogodišnji ugovor s Istrom 1961. Međutim, zbog neisplate plaća i teške financijske situacije u klubu, u klubu se zadržava tek nešto više od tri mjeseca te raskida ugovor.

### Dinamo Brest
Dana 18. siječnja 2018. godine objavljeno je da je Gotal postao novi igrač bjeloruskog Dinamo Bresta te se tamo priključio još jednom bivšem igraču Hajduka, Artemu Milevskom. Nakon samo pola godine provedene u Bjelorusiji, dobiva raskid ugovora te postaje slobodan igrač.

### Sūduva Mariampolė
U kolovozu 2018. godine priključuje se litavskoj Sūduvi. Do rujna 2019. godine se Sūduvi.

## Vanjske poveznice
- Profil na Transfermarktu
- Profil na Soccerwayu